# Sōtarō Yamada
Sōtarō Yamada (japanisch 山田　壮太郎 Yamada Sōtarō; * 7. August 1985) ist ein ehemaliger japanischer Leichtathlet, der sich auf das Kugelstoßen spezialisiert hat.

## Sportliche Laufbahn
Erste internationale Erfahrungen sammelte Sōtarō Yamada im Jahr 2009, als er bei den Asienmeisterschaften in Guangzhou mit einer Weite von 17,57 m den elften Platz belegte. Zwei Jahre später erreichte er dann bei den Asienmeisterschaften in Kōbe mit 17,33 m Rang sieben. 2017 beendete er in Mito seine sportliche Karriere im Alter von 31 Jahren.
2009 wurde Yamada japanischer Meister im Kugelstoßen.